# Боркино (Астраханская область)
Боркино́ — село в Икрянинском районе Астраханской области, входит в состав Икрянинского сельсовета.

## География
Село расположено у реки Хурдун, между озером Ильмень и ериком Зубовский, в южной части Икрянинского района
Уличная сеть
ул. 1 Мая, ул. Гагарина→ ул. Комсомольская, ул. Куйбышева, ул. Ленина, ул. Набережная, ул. Советская, ул. Шаумяна
Климат
Резко континентальный, с жарким и засушливым летом и бесснежной ветреной, иногда с большими холодами, зимой. Согласно классификации климатов Кёппена-Гейгера тип климата — семиаридный (индекс BSk).
Часовой пояс
Боркино, как и вся Астраханская область, находится в часовой зоне МСК+1. Смещение применяемого времени относительно UTC составляет +4:00.

## Население
| 2002 | 2010 |
| ---- | ---- |
| 201  | ↗214 |

Национальный и гендерный состав
По данным Всероссийской переписи, в 2010 году численность населения села составляла 214 человек (107 мужчин и 107 женщин)[. Согласно результатам переписи 2002 года, численность населения села составляла 202 человека, а в национальной структуре населения русские составляли 92 %.

## Инфраструктура
Боркинский дом культуры (на ул. Набережная), МБОУ «Икрянинская СОШ».

## Транспорт
Поселковые дороги.